# Hüttenwerk Gottesgab

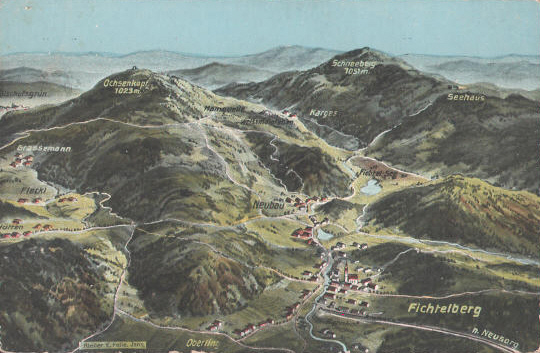
Ansichtskarte von Fichtelberg (um 1934)

Das Hüttenwerk Gottesgab (auch Gottesgab am Fichtelberg genannt) lag im oberfränkischen Fichtelberg. Es wurde 1602 gegründet und bestand bis 1859.

## Geschichte
Am 10. August 1602 legte eine Gewerkschaft bei der kurpfälzischen Regierung in Amberg eine Mutung für den Fichtelberg (heute Ochsenkopf) an, zudem wurde der Bau eines Hammerwerks mit einem Hochofen und den dazugehörigen Anlagen beantragt. Dieser Gewerkschaft gehörten an: Georg von Schönburg, Waldenburg und Glauchen, Michael Loefenius, Kurfürstlicher Rat der Regierung zu Amberg, Matheus Carl, Goldschmiedemeister aus Nürnberg und Kurfürstlicher Bergaufseher, Hans Glaser, Hüttenmeister zu Warmensteinach und Theophil Richius, Rat und Rentmeister zu Amberg, zugleich Verwalter des Klosters Speinshart. Auch der damalige Statthalter der Oberpfalz, Fürst Christian von Anhalt, engagierte sich an diesem Zusammenschluss. Bevor aber eine Belehnung erfolgen konnte, musste die Zustimmung der Herren von Hirschberg erreicht werden, denen die Nutzung aller Erzvorkommen in diesem Gebiet übertragen war. Die ersten Erzgruben waren von zwei Fundgrubern gefunden worden (Hans Dürmann und Hans Dötter), die auch weiterhin hier arbeiteten.

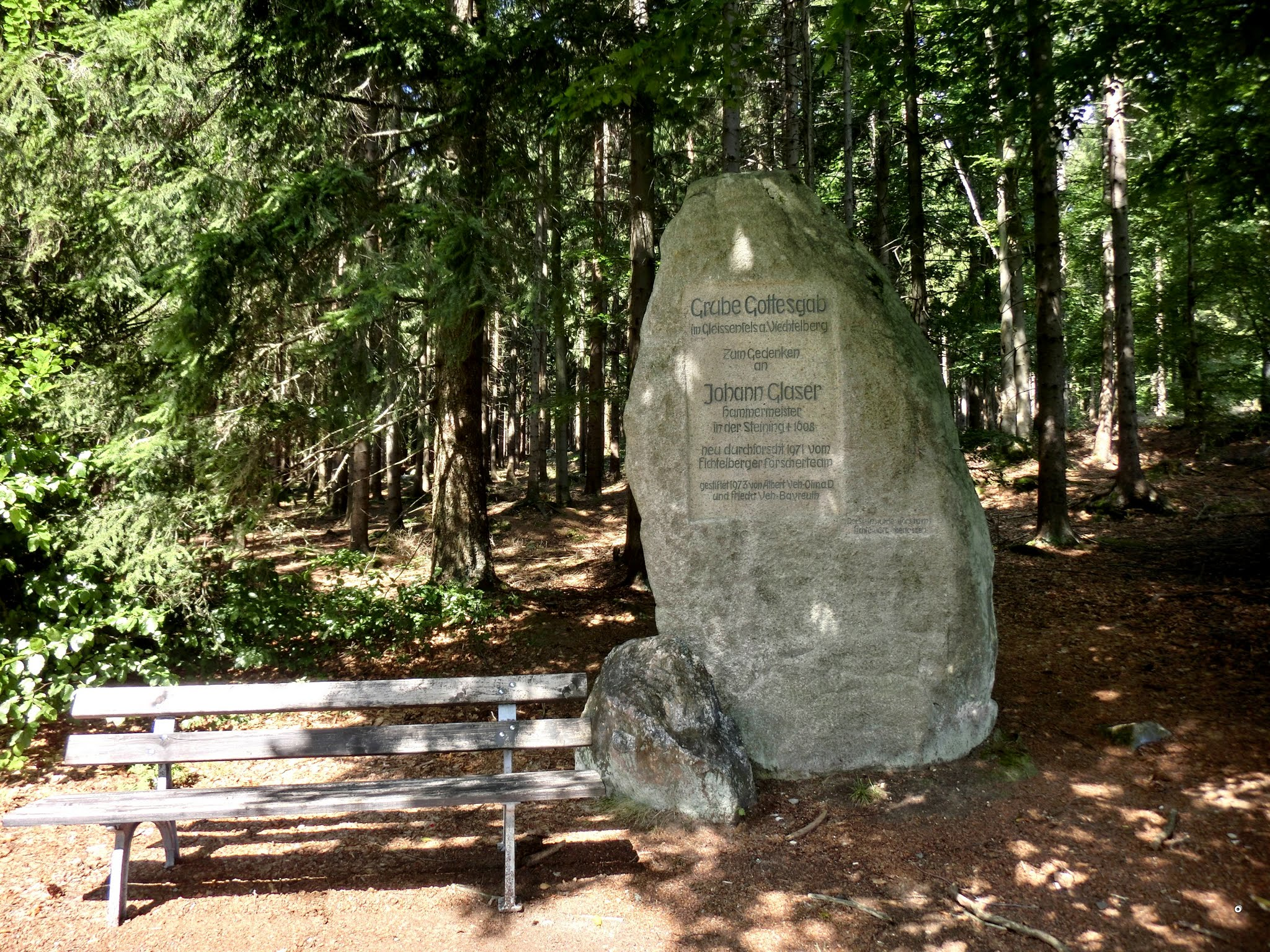
Gedenkstein für Johann Glaser

Der Lehenbrief wurde am 18. November 1602 durch Kurfürst Friedrich IV. in Heidelberg ausgestellt und es wurden die ersten Bergwerke in Gleißenfels und am Schwarzenberg bei Kulmain sowie am Scheunbühl angelegt. Am 31. Mai 1604 wurde die Konzession erweitert, nun wurde es allen anderen Personen im Umkreis von zwei Meilen verboten, Eisenbergwerke oder Hammerwerke anzulegen. Der Gewerkschaft wurde zudem erlaubt, auch andere Metalle zu verhütten sowie Sägewerke und Ziegelhütten zu errichten, außerdem erhielt sie weitgehende Rechte zur Nutzung des Waldes, der Gewässer und des Bodens sowie die niedere Gerichtsbarkeit. Das Werk unterstand auch nicht den Bestimmungen der Oberpfälzer Hammereinigung, was ein entscheidender Wettbewerbsvorteil war. Erreicht wurde dies durch das Ausscheiden des einzigen ausländischen Mitglieds Georg von Schönburg und die Aufnahme von Christian von Anhalt, Statthalter der Oberpfalz, als Mitgewerke. Die Aufsicht über die Werke hatte Hans Glaser, der zeitweise von einem Kärntner namens Turek oder Türeckh unterstützt wurde. Matheus Carl war für die technische Seite der Werke zuständig. Er war es auch, der nach Sachsen und Böhmen reiste, um die neuesten Hochöfen und Stahlhämmer zu erkunden.

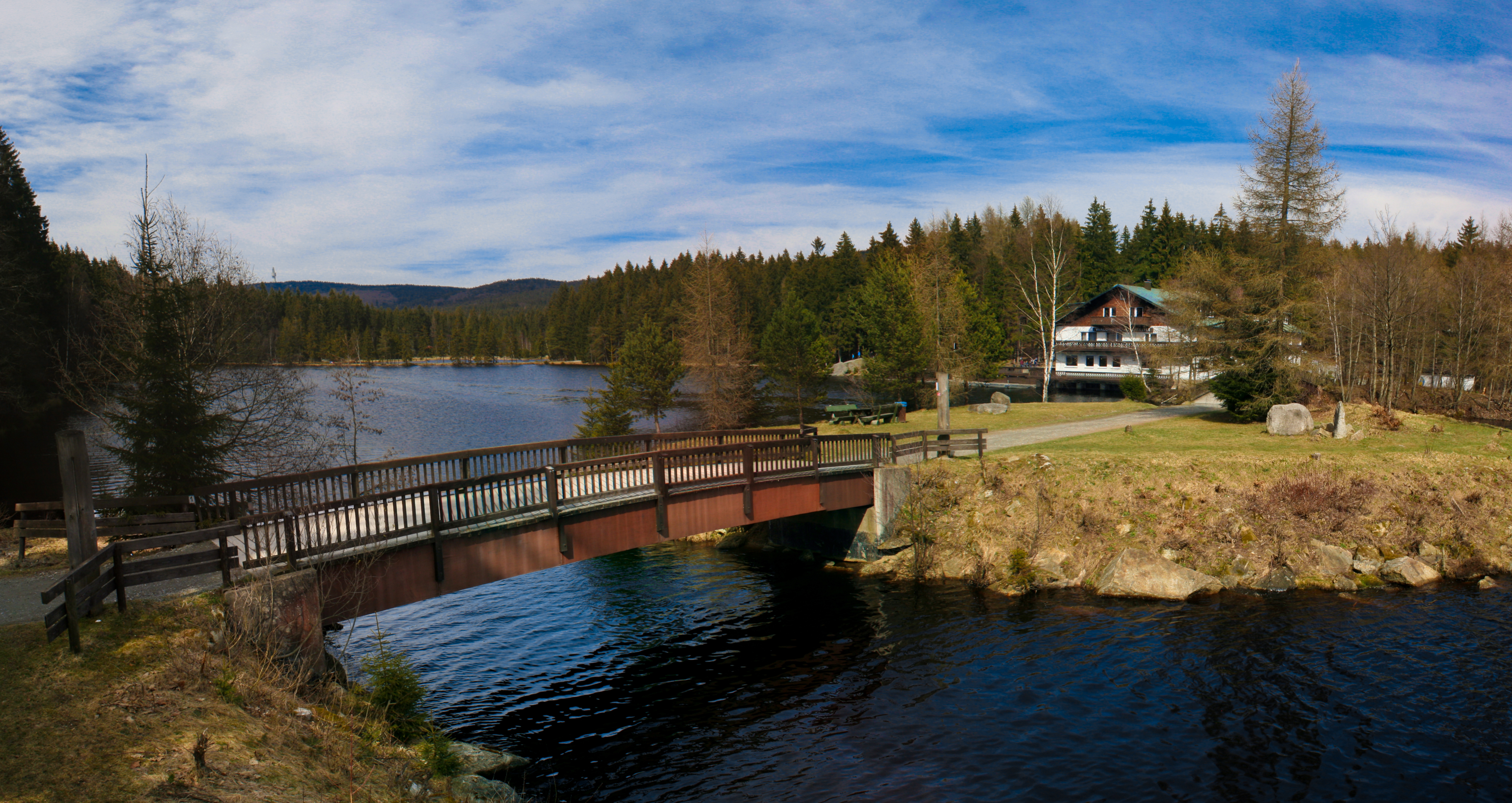
Fichtelsee

Am 28. November 1605 wurden weitreichende Beschlüsse hinsichtlich des weiteren Ausbaus der Werke getroffen (zweiter Hochofen, Errichtung eines weiteren Stahl- und Drahthammers, Herstellung von Gusswaren). Diese Beschlüsse bildeten gleichsam die Gründungsurkunde für den Ort Gottesgab. Mit der Inbetriebnahme des zweiten Hochofens waren auch eine Intensivierung des Erzabbaus und die Erschließung neuer Gruben verbunden. Diese lieferten 1614 2.570 Seidel Erz (1 Seidl = 280 kg), wobei noch Erz zugekauft wurde, von Waldershof 1614 z. B. 1.319 Seidel. Für den Betrieb der Wasserräder, der Blasbälge und der Hämmer wurden umfangreiche Wasserwerke an der Fichtelnaab angelegt, einschließlich der Umleitung von Flüssen und der Anlage von Stauseen (heute z. B. Fichtelsee), um einen kontinuierlichen Betrieb zu gewährleisten. 1610 wurden von dem Werk zwei Hochöfen, zwei Drahthämmer, ein Kugelhammer, zwei Eisenhämmer und ein Stahlhammer betrieben, 1614 wurde mit der Erstellung eines Blechhammers, der vor allem Harnischblech erzeugen sollte, begonnen; dieser konnte am 31. Juli 1614 eingeweiht werden.
Für den Vertrieb der hergestellten Produkte wurde bereits 1606 im Gasthof „Zum Weißen Roß“ in Nürnberg eine ständige Eisenniederlage eingerichtet. Auch mit weiteren Nürnberger Eisenhändlern wurden Lieferverträge ausgehandelt. Zudem wurde das Eisen direkt an Handwerker in der Umgebung (z. B. Schmiede, Schlosser, Büchsenmacher, Rohrschmiede) verkauft. Einen großen Anteil nahmen die Produktion und der Verkauf von Rüstungsgütern ein (Feuermörser, Geschützkugeln). Das Werk Gottesgab konnte 1613 als Türkensteuer an den Kaiser 2.000 Zentner Kanonenkugeln liefern. Im Folgejahr dürfte ein ähnliches Geschäft zustande gekommen sein, d. h. damit ergibt sich sogar die Möglichkeit, dass Friedrich von der Pfalz bei der Schlacht am Weißen Berg von den eigenen, an den Kaiser verkauften Kanonenkugeln geschlagen wurde.
Vom 2. März 1618 datiert in der Gemeinde Neubau ein Bestallungsbrief für Bernhard Plöchinger als Verwalter „ufm neuen bergwerk am Fichtelberg, zur Gottesgab genannt“, 1622 heißt es dazu „Gottesgab ufm Neutagebeu, gehört den herrn gewerken zu und haben perkhfreiheit (2 Hochöfen, 1 Mühle, 2 Hämmer, Mannschaft)“.
Der Mitgewerke Christian von Anhalt war auch verantwortlicher Berater für den Winterkönig, Friedrich von der Pfalz. Nach der Niederlage bei der Schlacht auf dem Weißen Berg verfiel er der Reichsacht und wurde seines Besitzes für verlustig erklärt. Das hätte eigentlich auch seinen Anteil an dem Hüttenwerk Gottesgab betreffen müssen, merkwürdigerweise gab es allerdings keinerlei Maßnahmen von Seiten der bayerischen Administration oder des Kaisers. 1624 konnte Christian von Anhalt eine Aussöhnung mit dem Kaiser Ferdinand II. erreichen, danach zog er sich auf sein Herzogtum Anhalt-Bernburg zurück. Seine Anteile an dem Fichtelberger Werk verschenkte er für treue Dienste an seine Diener Georg Friedrich Schwarzenberger und Melchior Loys, Anhaltischer Pfennigmeister. Diese konnten ihre Ansprüche aber nicht durchsetzen und das Werk ging an Dr. Hämmerl, kaiserlicher Kommissar zu Amberg, und seine Kollegen Härtl und Hainwald. Das Werk wurde zunächst von dem bald verstorbenen Gewerken Härtl weitergeführt. Danach wird hier Johann Peter als Verwalter genannt. 1635 wurde der Ort im Zuge des Dreißigjährigen Krieges überfallen, geplündert und in Brand gesteckt. Danach war nur mehr der Hammer Oberlind unter der Leitung von Otto Loefen in Betrieb gesetzt worden. Auf dem Hammer arbeitete zunächst Carl Heider, der frühere Harnischblechschmied des Werkes, und hernach sein Sohn Georg. Nach dem Ende des Dreißigjährigen Krieges hat der Kurfürst das Werk Gottesgab als ein ins freie gefallene Berglehen an sich gezogen.
Nach 1650 wird als erster staatlicher Verwalter Georg Friedrich von Reichenbach genannt, der aber wegen alchemistischer Experimente sehr viel Geld verschleuderte. Otto Loefen wurde vorerst im Besitz des Hammers Oberlind belassen. Mit ihm wurde von der Regierung ein Vertrag geschlossen, nach welchem ihm der Hammer für eine jährliche Pachtsumme überlassen werde. 1654 wird als neuer Verwalter Peter Lödel eingesetzt, der 1656 wieder durch Ernst Friedrich Schneider abgelöst wird. Unter staatlicher Verwaltung konnte das Werk keine Gewinne erzielen und so wurde es ein privaten Unternehmer verpachtet, unter denen es wieder zu einem beachtlichen Aufschwung kam. Am 20. März 1658 kam es an Johann Ernst von Altmannshausen, kurfürstlicher Obristwachtmeister zu Fuß, und Ludwig Erdinger, Ratsmitglied und Eisenhändler zu Regensburg. Diese mussten Bestandsgelder in der Höhe von jährlich 550 fl und eine Borgschaft (= Kaution) von 3.000 fl leisten. Bei der Pachtverlängerung von 1663 erscheint nur mehr Johann Ernst von Altmannshausen; den Hammer Oberlind hatte er zwischenzeitlich ebenfalls bestandsweise übernommen, 1674 konnte er diesen kaufen. In Ebnath baute er einen Hammer neu auf und in Warmensteinach pachtete er einen weiteren. 1674 wurde er Landrichter von Waldeck-Kemnath und nutzte seine Stellung dazu aus, die anderen Hammermeister zu bedrängen, indem er ihnen die Erzzufuhr absperrte. 1689 wurde ihm die Pacht nicht mehr verlängert, da er beschuldigt wurde, die wahren Einkünfte aus dem Werk zu verschleiern. Zu einem Schuldspruch gegen ihn kam es jedoch nicht. Seit 1689 besteht aber das kurfürstliche Bergamt Fichtelberg.